# The Jacksons (album)
The Jacksons – pierwszy album The Jacksons wydany przez Epic Records.

## Lista utworów
| 1.  | „Enjoy Yourself” (Gamble/Huff)         | 3:00  |
|     |                                        |       |
| 2.  | „Think Happy” (Gamble/Huff)            | 3:07  |
|     |                                        |       |
| 3.  | „Good Times” (Gamble/Huff)             | 4:57  |
|     |                                        |       |
| 4.  | „Keep on Dancing” (Wansel)             | 4:31  |
|     |                                        |       |
| 5.  | „Blues Away” (Jackson)                 | 3:12  |
|     |                                        |       |
| 6.  | „Show You the Way to Go” (Gamble/Huff) | 5:30  |
|     |                                        |       |
| 7.  | „Living Together” (Wansel)             | 4:26  |
|     |                                        |       |
| 8.  | „Strength of One Man” (McFadden)       | 3:56  |
|     |                                        |       |
| 9.  | „Dreamer” (Gamble/Huff)                | 3:05  |
|     |                                        |       |
| 10. | „Style of Life” (Jackson/Jackson)      | 3:19  |
|     |                                        |       |
|     |                                        | 39:03 |
|     |                                        |       |